# Breda Ba.65
Бреда Ba.65 (італ. Breda Ba.65) — італійський штурмовик, що перебував на озброєнні військово-повітряних сил Італії під час громадянської війни в Іспанії і початкових стадій Другої світової.
Літак розроблявся компанією Breda за концепцією штурмовика з високими льотними характеристиками, які мали б дозволяти йому успішно змагатися з винищувачами. Ba.65 продемонстрував середню ефективність під час Громадянської війни в Іспанії, а до початку Другої світової вже морально застарів і використовувався тільки епізодично.

## Історія створення
На початку 30-тих років полковник авіації Амадео Мечоцці запропонував концепцію штурмовика здатного наносити удари за лінією фронту, при цьому не потребувати прикриття винищувачами. Для цього від нового літака вимагались високі льотні характеристики. В 1933-34 роках за цією концепцією було побудовано два літаки: Caproni A.P.1 і Breda Ba.64, але вони не задовільнили вимоги армії. Конструктори фірми Breda Антоніо Парано і Джузеппе Панзері продовжили доопрацьовувати свій варіант літака і запропонували нову модель — Ba.65.
Новий літак був суцільнометалевим одномоторним монопланом з шасі, що прибиралось. Літак міг виготовлятись в двох варіантах — одномісному, або двомісному. Також передбачалось використання різних двигунів. Перший прототип був оснащений 14-ти циліндровим двигуном GR 14K і піднявся в повітря в вересні 1935 року. Вже в червні 1936 почалось серійне виробництво яке продовжувалось до липня 1939 року. Всього було виготовлено 263 літаки різних конфігурацій.

### Модифікації
- Ba.65 з двигуном GR 14K (880 к.с.) — оснащувався двома курсовими 12,7 мм кулеметами, двома курсовими 7,7 мм кулеметами і в двомісних варіантах ще одним 7,7 мм кулеметом в кабіні стрільця. Маса бомбового навантаження — 400 кг. (4 × 100 кг бомби, або 168 × 2 кг бомби). (81 екз.)
- Ba.65 з двигуном Fiat A.80 (1000 к.с.) — випускався з 1937 року і продався на експорт (162 екз.)
- Ba.65 з двигуном Piaggio P.XI (1000 к.с.) — експортний варіант для Чилі. (20 екз.)

## Тактико-технічні характеристики
|                                       |                                       | Ba.65 (GR 14K) одномісний | Ba.65 (GR 14K) двомісний | Ba.65 (A.80) одномісний |
| ------------------------------------- | ------------------------------------- | ------------------------- | ------------------------ | ----------------------- |
| Довжина                               | Довжина                               | 9,53 м                    | 9,53 м                   | 9,89 м                  |
| Висота                                | Висота                                | 2,95 м                    | 2,95 м                   | 2,95 м                  |
| Розмах крил                           | Розмах крил                           | 12,1 м                    | 12,1 м                   | 11,9 м                  |
| Площа крил                            | Площа крил                            | 23,5 м²                   | 23,5 м²                  | 23,5 м²                 |
| Маса                                  | пустого                               | 2215 кг                   |                          | 2500 кг                 |
| Маса                                  | спорядженого                          | 2765 кг                   | 3315 кг                  | 3150 кг                 |
| Двигун                                | Двигун                                | GR 14K                    | GR 14K                   | Fiat A.80               |
| Потужність                            | Потужність                            | 880 к. с.                 | 880 к. с.                | 1000 к. с.              |
| Максимальна швидкість (на рівні моря) | Максимальна швидкість (на рівні моря) | 357 км/год                | 347 км/год               | 430 км/год              |
| Дальність польоту                     | Дальність польоту                     | 515 км                    |                          | 545 км                  |
| Практична стеля                       | Практична стеля                       |                           |                          | 6300 м                  |

## Історія використання

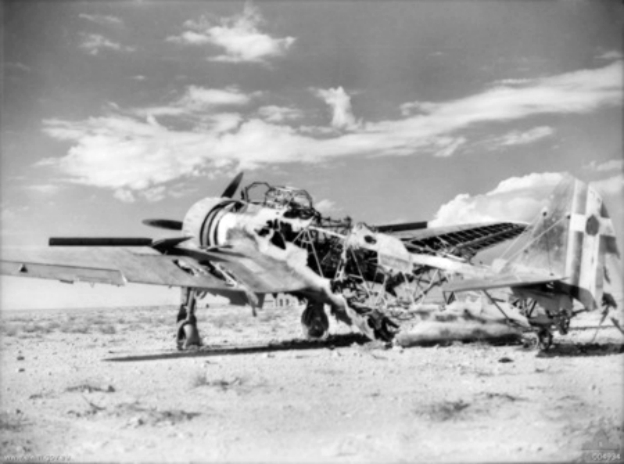
Знищений на землі Ba.65

Першими Ba.65 отримали два штурмові стормо — 5-ту і 50-ту. В квітні 1937 року 23 Ba.65 були відправлені в Іспанію для боротьби на стороні франкістів. Там Ba.65 використовувався в багатьох ролях — як винищувач, як бомбардувальник і як штурмовик. В останній ролі Ba.65 показав себе з гарної сторони забезпечуючи необхідну вогневу підтримку, але як винищувач показав себе погано збивши тільки один АНТ-40. На момент закінчення війни 11 Ba.65 залишались справними і були передані Іспанії.
На початок 1939 року Ba.65 залишались тільки в 50-му стормо, який був передислокований в Лівію, а на момент вступу Італії в війну (10 червня 1940) в строю вже не залишалось жодного Ba.65, вони були законсервовані і готувались до зламу. Але в червні-липні їх розконсервували і передали двом ескадрильям 50-ї стормо. В вересні ці ескадрильї підтримували італійський наступ на Сіді-Баррані, а в січні відбивали британський контрнаступ. В основному вони залучались до місій безпосередньої підтримки військ, але деколи завдавали ударів в тилу противника. Окрім бойових втрат Ba.65 страждали від пустельного пилу оскільки двигуни Fiat A.80 були спроектовані для висотних бомбардувальників. Останній бойовий виліт відбувся 28 січня 1941 року.
В Іраку 15 Ba.65 стояли на озброєнні в 5-ї ескадрильї, яка брала участь в повстанні Рашида Алі весною 1941 року. Ba.65 здійснили декілька вильотів проти британських військ, але втрати були високими — в строю залишилось тільки 2 справні літаки.
Чилі отримали своїх 20 Ba.65 в грудні 1938 року. Ними оснастили 4-ту авіагрупу, яка почала освоювати нову техніку. При цьому відбулась ціла низка аварій, дві з загибеллю пілотів, що викликало лавину критики. В результаті останній політ Ba.65 відбувся 1941 року, хоча офіційно літак був знятий з озброєння тільки в 1946.
Португалія купила 10 Ba.65, але вони теж прослужили не довго — 15 лютого 1941 року ураган завалив дах ангара на авіабазі Сінтра і всі літаки були втрачені.